# Llanfair Talhaiarn

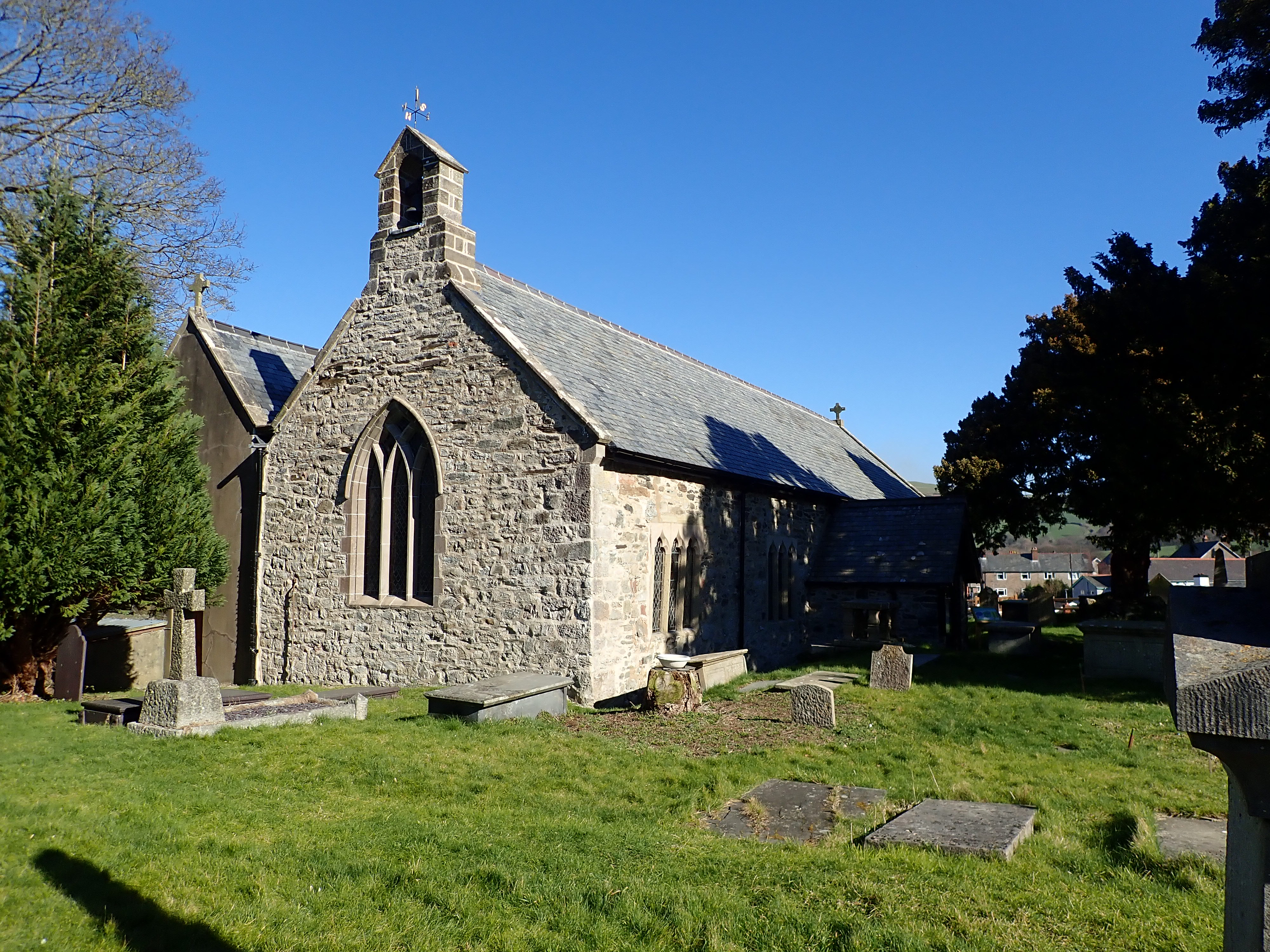
Llanfair Talhaiarn: la chiesa di Santa Maria

Llanfair Talhaiarn (in gallese: Llanfair Talhaearn) è un villaggio con status di community del Galles nord-orientale, facente parte del distretto di contea di Conwy (contea tradizionale: Denbighshire) e situato lungo il corso del fiume Elwy. Conta una popolazione di circa 1.100 abitanti.

## Geografia fisica
Llanfair Talhaiarn si trova tra Llangernyw e Llanefydd (rispettivamente ad est/nord-est della prima e ad ovest/sud-ovest della seconda), a 5 km da Abergele.

## Origini del nome
La prima parte del toponimo è formata dal termini gallese llan, che significa "chiesa", e dal prenome Fair, che significa "Maria", con riferimento ad una chiesa in loco. La seconda parte del toponimo, Talhaearn o Talahaiarn, è invece il soprannome con cui si autodefiniva un bardo e santo locale, John Jones, e significa "fronte di ferro".

## Monumenti e luoghi d'interesse

### Architetture religiose

#### Chiesa di Santa Maria
Principale edificio religioso di Llanfair Talhaiarn è la chiesa di Santa Maria, menzionata alla fine del XIII secolo, ma fondata da san Talahaiar nel V secolo.

## Società

### Evoluzione demografica
Nel 2017, la popolazione stimata della community di Llanfair Talhaiarn era pari 1.111 abitanti, di cui 570 erano uomini e 541 erano donne.
La popolazione al di sotto dei 20 anni era stimata in 180 unità, di cui 80 erano i bambini al di sotto dei 10 anni, mentre la popolazione dai 60 anni in su era stimata in 361 unità, di cui 56 erano le persone dagli 80 anni in su.
La community ha conosciuto un incremento demografico rispetto al 2011, quando la popolazione censita era pari a 1.070 abitanti, e rispetto al 2001, quando la popolazione censita era pari a 979  abitanti.